# Srijemske Laze
Srijemske Laze är en ort i Kroatien.   Den ligger i länet Srijem, i den östra delen av landet, 240 km öster om huvudstaden Zagreb. Srijemske Laze ligger 93 meter över havet och antalet invånare är 566.
Terrängen runt Srijemske Laze är platt. Runt Srijemske Laze är det glesbefolkat, med 14 invånare per kvadratkilometer. Närmaste större samhälle är Vinkovci, 11,8 km nordväst om Srijemske Laze. Trakten runt Srijemske Laze består till största delen av jordbruksmark.